# Airai
Airai er en delstat i østaten Palau. Den ligger syd for Babeldaob og er den næstmest folkerige stat i landet med over 2.500 indbyggere. Hovedstaden og den tredjestørste by i hele Palau er Airai.
| Geografi/geologi | Spire Denne artikel om geografi er en spire som bør udbygges. Du er velkommen til at hjælpe Wikipedia ved at udvide den. |

7°22′N 134°33′Ø / 7.37°N 134.55°Ø